# Jean Fougerat
Pour les articles homonymes, voir Fougerat.
Jean Fougerat (1861-1932) est un pharmacien français, inventeur et producteur d'un sirop curatif – le sirop Rami –, philanthrope et développeur de la vigne de cognac, en Charente.

## Biographie
Jean Fougerat est né le 18 avril 1863 à Saint-Mary, en Charente, d'une modeste famille d'agriculteurs.
Devenu orphelin, il fait ses études au lycée d'Angoulême au frais d'un de ses oncles. Il contribuera plus tard à y fonder l'Association des anciens élèves.
Bachelier, il est attiré par Saint-Cyr, mais sa famille l'oriente vers la faculté des sciences de Bordeaux où il acquit son diplôme de pharmacien ainsi qu'une licence ès lettres. Il dirige ensuite les travaux pratiques de la faculté de médecine de Toulouse, puis renonce à l'enseignement à la suite d'une injustice. Il achète alors avec le fruit de ses économies une pharmacie à Paris (91 avenue Kléber), où il effectue des recherches scientifiques, en concurrence alors avec les Allemands, afin de trouver un sirop soignant les bronches. 
En 1894, après des succès et revers, il met au point cet élixir qu'il baptise Sirop Rami, anagramme du nom de sa petite chienne Mira, qu'il aurait testé sur elle, ou de sa petite amie Irma selon les sources.
Il installe son usine à Levallois-Perret et devient millionnaire en deux ans de par les propriétés curatives de ce sirop. Il crée des succursales en Italie (Milan), Espagne (Barcelonne), Allemagne et Autriche,.
Cependant, le phylloxéra a fait des ravages dans les vignes françaises, en particulier en Charente, terre natale de Jean Fougerat, qui y achète alors des terrains en 1897 sur la demande de son cousin germain Henri Rambaud.
Il replante 350 hectares de vigne dans ses terrains acquis sur les communes de Graves (logis de Bois Charente), Champmillon (domaine de la Chapelle), Saint-Preuil, en 1897 et Lignières-Sonneville entre 1898 et 1901. En 1906, il récolte 22 000 hl de vin et produit 3 000 hl d'eau-de-vie.
Il aménage le logis de Bois Charente et en agrandit le parc. Il y plante plus de 500 espèces différentes. Il y installe une station viticole où, avec ses collaborateurs, il prépare les futures plantations et améliore les procédés de distillation.
Faute de débouchés immédiats, il distille et fait vieillir l'eau-de-vie et construit de nombreux chais de vieillissement, à Champmillon, Saint-Preuil et Bourg-Charente. Pour s'ouvrir à l'économie locale avec ses revenus, il tente une carrière politique à Cognac mais échoue. Il se rabat alors sur l'action sociale et se fixe en Angoumois ; il devient conseiller général d'Hiersac. Il rétribue largement sa centaine d'employés et protège les mères de famille de Charente. Il verse par exemple de l'argent à l'association des familles nombreuses d'Hiersac.
Il meurt à Paris le 31 mars 1932 et lègue sa fortune, évaluée à 120 millions de francs, à ses employés et aux œuvres sociales de la ville d'Angoulême, où un Bureau de bienfaisance est construit à la fin des années 1930 (immeuble de style Art déco à l'angle des rues d'Aguesseau et Jean Jaurès), et à son logis de Bois Charente où un Institut de Recherches viticoles est créé, rattachant la station viticole. 
Le testament comprend aussi l'édification à Bois Charente d'un monument dédié à la viticulture. Ce monument de marbre rouge est exécuté par les sculpteurs Raoul Lamourdedieu et Émile Peyronnet. Le corps de Jean Fougerat y est transféré cérémonieusement depuis Paris le 27 avril 1934.
L'institut de recherche deviendra par la suite le Bureau national interprofessionnel du cognac (BNIC), rapatrié à Cognac dans les années 1980, puis remplacé en 2003 par un centre éducatif pour jeunes en protection judiciaire,.
Jean Fougerat a donné son nom à une rue d'Angoulême et à sa fondation, basée à Graves-Saint-Amant. Celle-ci a soutenu l'Institut de recherches viticoles en 1936, puis soutient actuellement le foyer éducatif avec le CCAS.